# Pedro Alonzo
Pedro Agustín Alonzo Retamal, también conocido con el seudónimo Vitalicio Ulloa (Collico, Puerto Saavedra, 28 de agosto de 1929—San Miguel, Santiago, 21 de marzo de 2014) fue un profesor, poeta, dramaturgo, pintor y escritor chileno.

## Biografía
Nació el 28 de agosto de 1929 en la localidad de Collico, en Puerto Saavedra, provincia de Cautín. Fue hijo de Pedro Alonzo y María Rosario Retamal. Estudió en la escuela rural del lugar, donde su madre era profesora. Continuó su educación en el Instituto San José y en el Liceo de Hombres de Temuco.
Egresó como profesor normalista de la Escuela Normal de Victoria, y después como profesor de Estado del Instituto Pedagógico de la Universidad Técnica del Estado.
En 1952 escribió la novela "Páginas del lago", editada en Santiago en 1961, que contaba con 121 páginas. Trataba una historia ambientada en el lago Budi.
Se casó en 1956 con Ariela del Carmen Blanco Watson, en la ciudad de Puerto Montt, en la provincia de Llanquihue.
Desempeñó su profesión en las ciudades de Purén, Temuco y Angol antes de llegar, en 1966, a la capital de la provincia de Colchagua, San Fernando, donde se integró al Liceo de Hombres como profesor e inspector general. En su rol docente, ocasionalmente dirigía obras de teatro. En 1970 impartía la cátedra de ciencias sociales.
Tiempo más tarde, en 1969, da a la luz pública su libro con poemas mapuche "Epu mari quiñé ulcatún" ("Veintiún poemas", en idioma mapuche). Una crítica contemporánea, publicada en el periódico La Región de San Fernando, escrita por Gonzalo Drago, señalaba que "en los poemas de Pedro Alonzo encontramos una poderosa carga de amor y de cálidos sentimientos hacia sus antepasados; perduran en él las violencias, las imágenes y los escenarios de Puerto Saavedra y aledaños y de esos recuerdos brotan sus poemas con la misma claridad de los esteros y ríos, con la hondura de los lagos y la temblorosa música de los bosques de su tierra natal". Otra apreciación señalaba en ese mismo periódico:

Desde el título en mapuche hasta la inclusión de frases y versos en esta lengua vernacular, es novedosa. Pocos son los escritores —no recordemos a los poetas— que en Chile se han preocupado del pueblo aborigen y relatado sus viviendas. Los más entregan sus preocupaciones a la capital o alargan sus ojos para mirar Europa y sus costumbres.

Pedro Alonzo canta a Arauco y lo hace en bellas estrofas, de corte actual, bien concebidas, de contenido emocional verdadero y de una sinceridad pocas veces vista en nuestra patria.
Raúl González Labbé

La municipalidad de San Fernando le entregó en 1972 el Premio Municipal de Literatura, tema poesía, por el conjunto de poemas "Linderos de Niebla", que firmó con el seudónimo Juan José Antonio.
Como dramaturgo, fue autor de numerosas obras teatrales. Entre ellas se encuentra "Historia corta de una esperanza larga", puesta en escena en Pichilemu por el Club Deportivo Independiente, en noviembre de 1980.
Fue también pintor. En 1970 realizó una exposición de sus óleos en la Casa de la Cultura de San Fernando.
Tras retirarse de San Fernando, se trasladó a vivir a la comuna de Puente Alto y, después, a San Bernardo, ambas ubicadas en la región Metropolitana de Santiago. Su tercer libro, el anecdotario "La hora tiene 45 minutos", fue publicado en 1985.
En los años venideros, Alonzo publicaría "El país de la lluvia", "La ollita con caldo", "Las delicadas horas" (todos en 1986), "La segunda hora: continuación de 'La hora tiene 45 minutos'" (1993), "Mi tío Nicasio y otros cuentos" (1995), "Plías" e "Hijo legítimo" (ambos en 1997). En 2001 se reeditó su primer libro, "Páginas del lago", por el Gobierno Regional de Valparaíso, y en 2004 reapareció "Mi tío Nicasio y otros cuentos".
En 1987 se avecindó en el balneario de Las Cruces, en la comuna de El Tabo, región de Valparaíso.
Desde Las Cruces, y bajo el seudónimo de Vitalicio Ulloa, Alonzo inició la publicación de una lira popular para "recopilar esta poesía que permanece inadvertida, lo que podría conducirla al más completo olvido". Bajo este nombre artístico, publicó varios otros libros: "Poesía popular: el barbecho" y "Poesía popular: la siembra", en 1986; "Poesía popular: la cosecha", en 1987; "El rastrojo" y "Colón en décimas", en 1992; dos años más tarde editó "La chalaila" y "El arado"; en 1995 aparecieron "El horno" y "La lira popular: 70 números"; en 1996, "La rueda"; "El chonchón" en 1997; "Lira popular N.° 101-200" en 2000; y finalmente "Lira popular 300 números", en 2005, su última obra.
Sobre su obra literaria, el académico Iván Carrasco escribió en 2014:

Alonzo es uno de los iniciadores de la poesía etnocultural mapuche moderna junto a Sebastián Queupul Quintremil, en la Frontera, y José Santos Lincomán, en Chiloé. También ha sido precursor en la búsqueda de la actitud de reetnización en la cultura y sociedad mapuche característica de diversos escritores y escritoras mapuche actuales, como Rayen Kvyeh, por ejemplo.

Falleció el 21 de marzo de 2014 en la comuna de San Miguel, región Metropolitana de Santiago, a causa de una insuficiencia hepática, hepato-carcinoma y cirrosis hepática.

## Obras
Como Pedro Alonzo
- "Páginas del lago" (1961)
- "Epu mari quiñé ulcatún" (1970)
- "La hora tiene 45 minutos" (1985)
- "El país de la lluvia" (1986)
- "La ollita con caldo" (1986)
- "Las delicadas horas" (1986)
- "La segunda hora: continuación de 'La hora tiene 45 minutos'" (1993)
- "Mi tío Nicasio y otros cuentos" (1995)
- "Plías" (1997)
- "Hijo legítimo" (1997)
- "Linderos de niebla" (1998)
- "Atrás de los cardos" (2005)
- "Vertientes finales" (2007)
- "Cuentecillo y cuenteretes" (2008)

Como Vitalicio Ulloa
- "Poesía popular: (el barbecho)" (1986)
- "Poesía popular: (la siembra)" (1986)
- "Poesía popular: (la cosecha)" (1987)
- "El rastrojo" (1992)
- "Colón en décimas" (1992)
- "La chalaila" (1994)
- "El arado" (1994)
- "El horno" (1995)
- "La lira popular: 70 números" (1995)
- "La rueda" (1996)
- "El chonchón" (1997)
- "La canalla" (1998)
- "Los zuecos" (1999)
- "La trilla" (2000)
- "Lira popular N.° 101 - 200" (2000)
- "El yugo" (2002)
- "Mote Pelao" (2003)
- "La rueca" (2004)
- "Lira popular 300 números" (2005)
- "La huerta" (2005)
- "La chalupa" (2006)